# Carrickfergus (distrikt)
Carrickfergus er et distrikt (en enhedskommune) i Nordirland. Kommunen blev oprettet i 1973, og den administreres af Carrickfergus Borough Council. Kommunen er en del af storbyområdet Belfast.

## Byer
Hovedbyen hedder også Carrickfergus. Universitetsbyen Greenisland ligger også i kommunen.

## Baroniet Carrickfergus
Baroniet Carrickfergus (irsk: Carraig Fhearghais) har været kendt siden 1325. Baroniet er én af de 16 traditionelle baronier i grevskabet Antrim. I en periode var Carrickfergus et selvstændigt grevskab.
Baroniet genoprettet den 29. april 2011. I forbindelse med sit bryllup denne dag blev William, hertug af Cambridge baron Carrickfergus, mens hans gemalinde Catherine, hertuginde af Cambridge blev baronesse Carrickfergus. 
54°43′16″N 5°47′28″V / 54.721°N 5.791°V